# Cochoa
Cochoa – rodzaj ptaków z rodziny drozdowatych (Turdidae).

## Zasięg występowania
Rodzaj obejmuje gatunki występujące w Himalajach i orientalnej Azji.

## Morfologia
Długość ciała 23–28 cm, masa ciała 88–122 g.

## Systematyka

### Etymologia
Nepalska nazwa Cocho dla liliogłowów.

### Podział systematyczny
Do rodzaju należą następujące gatunki:
- Cochoa purpurea Hodgson, 1836 – liliogłów purpurowy
- Cochoa viridis Hodgson, 1836 – liliogłów zielony
- Cochoa azurea (Temminck, 1824) – liliogłów lazurowy
- Cochoa beccarii Salvadori, 1879 – liliogłów szafirowy